# Festivalul Internațional de Film de la Erevan
Festivalul Internațional de Film de la Erevan (în armeană «Ոսկե Ծիրան» Երևանի միջազգային կինոփառատոն, transliterat: "Voske Tsiran" Yerevani mijazgayin kinop'arraton; în engleză Golden Apricot Yerevan International Film Festival, GAIFF); supranumit „Caisa de Aur” după premiul său principal, este un festival de film care are loc în luna iulie la Erevan, Armenia. Înființat în 2004, este singurul festival de film din țară și tinde să fie un eveniment internațional major în Caucaz.

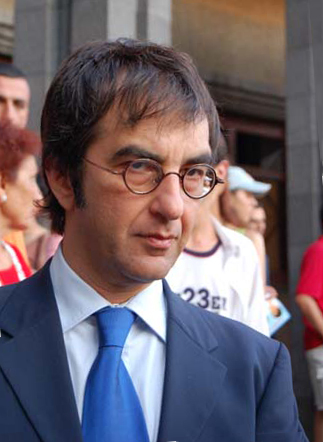
Atom Egoyan la a treia ediție a festivalului

Regizorul canadiano-armean Atom Egoyan, după ce a primit primul premiu Caisa de Aur pentru cel mai bun film în 2004 pentru filmul său istoric Ararat, este președintele (onorific al) festivalului din 2005.
Caisa (Prunus armeniaca) se referă la fructul național, originar din Armenia conform unei legende.
Festivalul a fost fondat în 2004 cu cooperarea Fondului pentru Dezvoltarea Cinematografiei „Caisa de Aur” și Asociația Armenească a Criticilor de Film și Jurnaliștilor de Cinema. Festivalul Internațional de Film de la Erevan este susținut continuu de Ministerul Afacerilor Externe din Armenia, Ministerul Culturii din Armenia și Fondul de binevoință pentru dezvoltare culturală. Obiectivele festivalului sunt de „a prezenta lucrări noi ale regizorilor și producătorilor de film din Armenia și ale celor străini de origine armeană și să promoveze creativitatea și originalitatea în domeniul cinematografiei și artei video”.

## Istorie
Al 6-lea Festival Internațional de Film de la Erevan a avut loc în perioada 12-19 iulie 2009 și a avut peste 450 de lucrări din 67 de țări, dintre care 150 au fost incluse în programele de competiție și non-competitive. Peste 250 de reprezentanți ai presei acreditați (străini și locali) au reflectat festivalul. Acesta a fost al patrulea an în care festivalul a fost acoperit pe scară largă de Euronews. Printre invitații de onoare s-au numărat producătorii de film Rob Nilsson (Statele Unite), Kohei Oguri (Japonia), Alexander Rodnianski (Rusia), Serghei Soloviov (Rusia), actorii Eric Bogosian (Statele Unite), Arsinee Khanjian (Canada) și producătorul Alain Terzian. Juriul internațional, condus de Kohei Oguri, Alexander Rodnyansky, Haig Balian (Olanda) au acordat următoarele premii: Caisa de aur pentru cel mai bun lungmetraj lui George Ovashvili pentru filmul The Other Bank (Georgia); Caisa de aur cel mai bun film documentar pentru Anders Østergaard pentru filmul său Burma VJ  (Danemarca) și Caisa de Aur pentru cel mai bun film din „Panorama armeană” pentru With Love and Gratitude de Arka Manukyan (Armenia). Premiul FIPRESCI a revenit filmului Toamna al lui Ozcan Alper, iar Premiul Ecumenic a fost acordat filmului The Other Bank al lui George Ovashvili.
Al 7-lea Festival Internațional de Film de la Erevan a avut loc în perioada 11-18 iulie 2010. Această ediție a festivalului a fost dedicată aniversărilor lui Arni Verno și Atom Egoyan. Alți realizatori care și-au prezentat filmele la festival au fost Theodoros Angelopoulos și Fatih Akın. Caisa de aur pentru cel mai bun lungmetraj a revenit filmului Cosmos regizat de Reha Erdem. Caisa de argint cel mai bun film de lungmetraj a revenit filmului Fericirea mea regizat de Serhii Loznîțea.